# Hanna Rejmer
Hanna Maria Rejmer (z domu Machałowska; ur. 25 września 1937 w Mławie) – polska sopranistka. Solistka Filharmonii Narodowej oraz pedagożka wokalistyki w Akademii Muzycznej w Bydgoszczy i w Zespole Państwowych Szkół Muzycznych im. Fryderyka Chopina w Warszawie.

## Życiorys
Jako dziecko uczyła się gry na fortepianie, a jej talent wokalny został dostrzeżony w szkole. Uczęszczała do Liceum im. Stanisława Wyspiańskiego w Mławie, gdzie była solistką szkolnego chóru.
Studiowała w Państwowej Wyższej Szkoły Muzycznej w Warszawie w klasie Olgi Olginy. Koncert dyplomowy w 1963 w Filharmonii Narodowej został dostrzeżony przez Jerzego Waldorffa. W Międzynarodowym Konkursie Wokalnym Bel Canto w Liège, w 1963 zdobyła II nagrodę (pierwsza nie została przyznana). Była również laureatką konkursu wokalnego w Rio de Janeiro. W 1966 odbyła kurs mistrzowski w Accademia Musicale Chigiana w Sienie. Otrzymała propozycję etatu solistki w Teatro Massimo w Palermo. Nie przyjęła jej jednak z uwagi na czekającą w Polsce rodzinę. W 1966 zdobyła Srebrny Medal na konkursie w Tuluzie, a w 1969 Złoty Medal na Festiwalu Katii Popovej w Pleven. Występowała we Włoszech, w Niemczech, Szwecji i Ameryce Południowej, m.in. w Beethovenhalle w Bonn czy Accademia Musicale Napoletana.
Przez 20 lat była solistką Filharmonii Narodowej w Warszawie, gdzie współpracowała m.in. Wandą Wiłkomirską. W 1966, z towarzyszeniem orkiestry Dell’Accademia Musicale Chigiana, nagrała materiał wydany w 2003 przez Polskie Nagrania „Muza” (PNCD 793) na płycie Recital wokalny, na której znalazły się m.in. aria „Ritorna vincitor” z Aidy Verdiego oraz „Lament Dydony” Purcella, nagrane w latach 1965–1966. W niektórych utworach towarzyszyła jej Renata Humen oraz akompaniowała Hanna Radwan.
Równolegle z działalnością artystyczną, Hanna Rejmer prowadziła działalność pedagogiczną. Przez 40 lat uczyła śpiewu w Zespole Szkół Muzycznych im. Fryderyka Chopina w Warszawie, a przez 24 lata w Akademii Muzycznej im. Feliksa Nowowiejskiego w Bydgoszczy, kończąc pracę w wieku 70 lat.

## Życie prywatne
W 1960 Hanna Rejmer wzięła w Warszawie ślub z Jerzym Rejmerem, absolwentem Państwowej Wyższej Szkoły Muzycznej w Warszawie. Jej mąż zmarł w wieku 45 lat. Pod koniec życia zamieszkała w Domu Muzyka Seniora w Kątach.

## Nagrody i odznaczenia
- 1963: Druga nagroda na Concours International De Bel Canto w Liège (Belgia)
- 1966: Laureatka konkursu wokalnego w Rio de Janeiro (Brazylia)
- 1968: Srebrny medal na Międzynarodowym Konkursie Wokalnym w Tuluzie (Francja)
- 1969: Festiwal Wokalny Laureatów Konkursów Wokalnym im. Katii Popovej w Pleven (Bułgaria)
- 2015: Srebrny Medal „Zasłużony Kulturze Gloria Artis”[1]
- Złoty Krzyż Zasługi
- Odznaka honorowa „Zasłużony dla Kultury Polskiej”

## Dyskografia
- Recital wokalny (1966, wyd. 2003, Polskie Nagrania „Muza”, PNCD 793)[7]